# Klam (gmina)
Klam – gmina targowa w Austrii, w kraju związkowych Górna Austria, w powiecie Perg. Liczy 892 mieszkańców (1 stycznia 2015).